# Boulevard Eugène-Orieux
Pour les articles homonymes, voir Orieux (homonymie).
Le boulevard Eugène-Orieux est une voie nantaise.

## Situation et accès
Long de 620 m, situé dans le quartier Hauts-Pavés - Saint-Félix, et constituant une partie des « boulevards de ceinture » nantais, le boulevard part du prolongement du pont de la Tortière et du boulevard des Belges à l'est, pour déboucher sur celui du Boulevard Henry-Orrion à l'ouest.

## Origine du nom
Il rend hommage à l'agent-voyer de la ville Eugène Orieux, né à Rezé,, à qui l'on doit notamment la création du boulevard de ceinture. Auparavant l'artère constituait la partie orientale du « Boulevard Saint-Félix », dénomination qui s'étendait jusqu'à l'actuel boulevard des Frères-de-Goncourt. La partie ouest du boulevard Eugène-Orieux prendra le nom de « Henry Orrion » en 1971.

## Historique
Le boulevard fut construit dans les années 1870, afin de relier la commune de Doulon à celle de Chantenay. Sur les plans antérieurs à 1900, l'ensemble de ces artères était désigné sous le nom de « boulevard de ceinture ». Jusqu'aux années 1900, ce boulevard constituera la limite entre les territoires urbanisés de la ville et ceux restés encore ruraux, mais qui feront l'objet de convoitise de la part des promoteurs.
Son nom actuel lui a été attribué par délibération du conseil municipal du 12 août 1901.

## Sources
- Édouard Pied, Notices sur les rues de Nantes, A. Dugas, 1906, 331 p., p. 218.